# Живая плоть
«Живая плоть» (также «Трепетная плоть»; исп. Carne Trémula) — мелодрама испанского режиссёра Педро Альмодовара, снятая в 1997 году по мотивам одноимённого детективного романа Рут Ренделл. Из первой главы того же романа родился сценарий фильма «Кика» (1993).

## Сюжет
Фильм начинается и заканчивается сценами родов. В начале фильма показан Мадрид 1970 года. В ходе преждевременных родов в городском автобусе появляется на свет мальчик по имени Виктор. Событие получило известность городского масштаба, молодую мать в больнице навещает мэр города и директор городского автотранспорта, который вручает матери и сыну пожизненный проездной.
Далее действие фильма продолжается 20 лет спустя. Виктор проникает в квартиру к Елене, с которой приобрел первый сексуальный опыт. Увидев нежданного гостя, она пытается выгнать его, но парень не хочет уходить, тогда девушка достаёт пистолет своего отца, чтобы его припугнуть. В завязавшейся потасовке происходит случайный выстрел. Двое полицейских (Давид и Санчо), дежуривших неподалёку, получив вызов, едут в эту квартиру. Увидев полицию Виктор испугался и приставил пистолет к голове Елены, Санчо пытается вырвать пистолет из рук Виктора, девушка прячется за спиной Давида и раздаётся выстрел. Давид получает ранение, а Виктор отправляется в тюрьму. Через шесть лет его досрочно освобождают. Во время пребывания Виктора в тюрьме его мать умирает от рака, оставив сыну в наследство обветшалый дом и 150 тысяч песет. Придя на кладбище, он видит Елену и её мужа Давида, который передвигается на инвалидном кресле после ранения.
После той встречи Виктор начинает преследовать Елену. Давид узнает об этом и угрожает Виктору.
Виктор параллельно встречается с Кларой, женой Санчо. Случайно увидев их вместе, Давид фотографирует любовников. Виктор устраивается на работу в приют для детей, в котором работает Елена. Туда приходит Давид, между ним и Виктором происходит разговор и выясняется, что стрелял Санчо, зная о связи Давида с Кларой. Через некоторое время между Виктором и Еленой происходит интимная связь, Елена признается мужу в этом. Разозлённый Давид показывает фотографии с Кларой и Виктором своему другу Санчо. Санчо едет в дом Виктора, в котором находится Клара. Санчо и Клара одновременно стреляют друг в друга, в дом вбегает Виктор и видит убитую Клару и умирающего Санчо, который стреляет себе в голову и погибает.
В финале фильма мы видим Виктора и беременную от него Елену. Так же, как и в начале фильма, посреди оживлённой улицы у Елены начинаются роды, с ней рядом любимый Виктор, они направляются к больнице.

## Сценарий
В фильме пять главных героев, судьбы которых сложно переплетаются: главный герой Виктор, двое его антагонистов-полицейских и жёны этих полицейских, которые вступают в любовную связь с Виктором. Альмодовар отмечает, что женские персонажи были замыслены как фигуры матери по отношению к Виктору. Например, Клару он встречает на могиле матери, с которой она обладает и некоторым внешним сходством. До встречи с Виктором Елена реализует свои материнские инстинкты, работая в детском саду и нянчась с мужем-инвалидом. Режиссёр вспоминает, что сценарий фильма писался очень долго. Сложность была в том, что малейшее развитие событий вносило динамику в отношения пяти главных персонажей. Чтобы не затягивать фильм, пришлось прибегать к недоговорённостям. В начале 1990-х Альмодовар описывал замысел «Живой плоти» следующим образом:

Фильм будет своеобразным танцем желания для пяти героев. Желания струятся от одного к другому, иногда получая отклик, иногда — нет; это очень подвижная ситуация. Елена — одна из тех, кто призван творить добро. Она не может иначе. Она способна выразить себя только в отношениях с тем, чьи возможности ограничены. Елена и Давид очень любят друг друга. Он наделён волшебными руками и языком. Всё остальное у него не работает. Виктор тоже не вполне полноценен, правда не физическом, а в психологическом плане.
«После выхода Виктора из тюрьмы мне нужно было, чтобы пути всех пятерых как можно скорее пересеклись, и притом в правдоподобной манере, — вспоминает Альмодовар. — Не можете себе представить сколько времени было потеряно до того, как родилась идея собрать их всех на кладбище! Мне не хотелось делить экран на сегменты, как поступали в 1970-е, равно как и постоянно переключаться от одной пары к другой. Сценарии с одним главным героем пишутся куда быстрее».

## Актёры

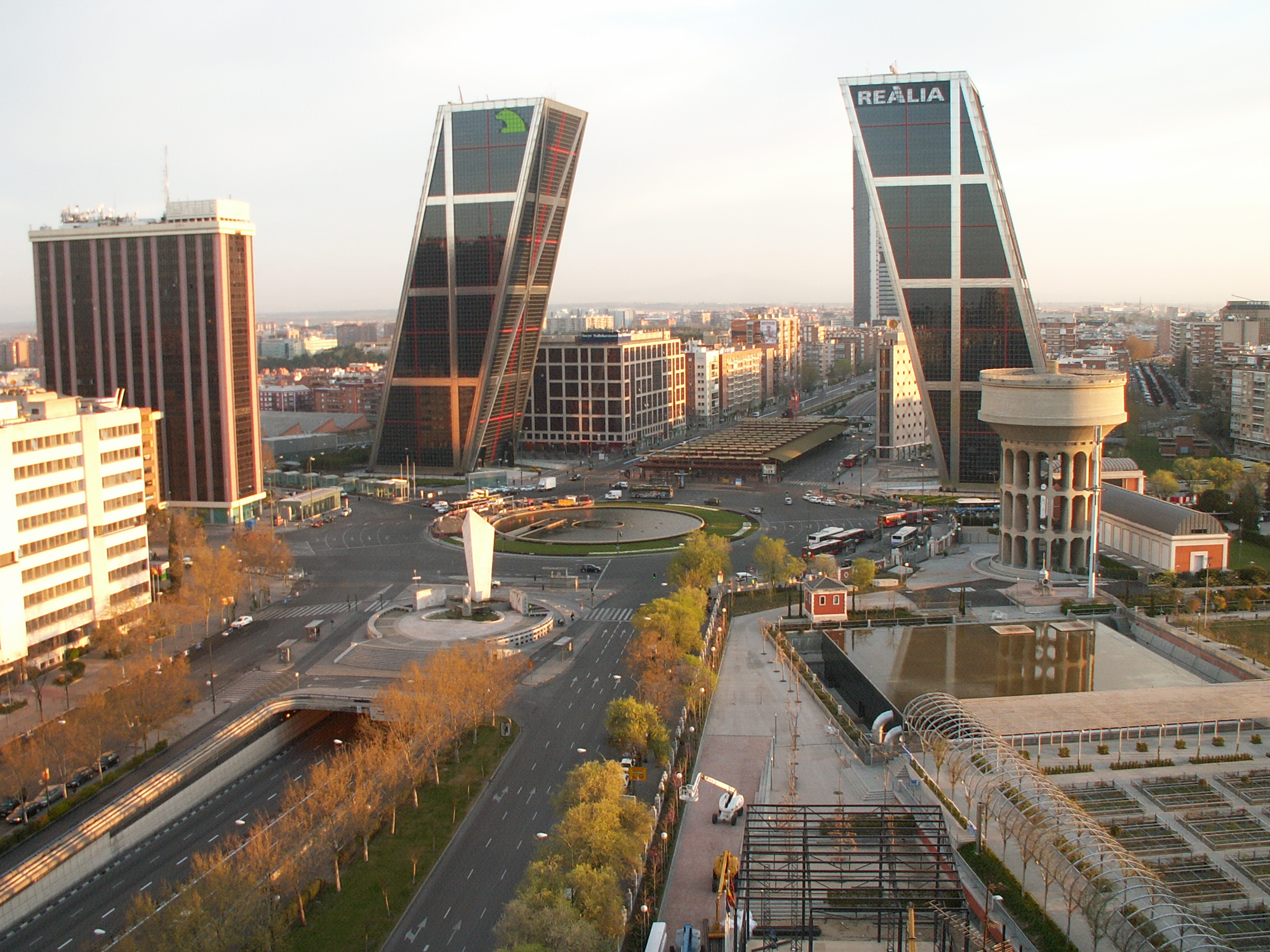
Ворота Европы на площади Кастилии служат фоном для многих уличных сцен фильма.

- Либерто Рабаль — Виктор
- Франческа Нери — Елена
- Хавьер Бардем — Давид
- Анхела Молина — Клара
- Хосе Санчо — Санчо
- Пилар Бардем — женщина в автобусе
- Пенелопа Крус — мать Виктора
- Мариола Фуэнтес — Клементина

## Работа над фильмом
Первоначально планировалось фильм снимать в Лондоне, где происходит действие романа Ренделл. В итоге «Живая плоть», как и другие фильмы Альмодовара, снималась в Мадриде. В фильме много кадров с видами городских достопримечательностей. Режиссёру было важно показать, как Мадрид всё больше теряет свою идентичность, становясь одним из безликих городов современности.
Все занятые в фильме актёры никогда ранее не работали с Альмодоваром. Пенелопа Крус в небольшой роли матери Виктора настолько впечатлила режиссёра, что вместе они сделали ещё четыре фильма. Женщину, которая принимает роды в автобусе, сыграла мать Хавьера Бардема — Пилар. Особую сложность представлял выбор актёра на роль Виктора. Режиссёр хотел, чтобы это был второй Бандерас — актёр молодой, раскованный, привлекательный и в то же время со зловещей жилкой. Либерто Рабаль — внук любимого Бунюэлем актёра Пако Рабаля — заменил актёра, первоначально утверждённого на эту роль, через неделю после начала съёмок .
Фильм был благосклонно воспринят прессой как начало более зрелого периода в творчестве Альмодовара. Обращалось внимание на тщательную продуманность образного ряда. Когда Виктор занимается любовью с Еленой, их бёдра образуют две почти одинаковые половинки одного плода. Этот кадр был вынесен на афиши фильма и обложки DVD. Во время разрыва Давида с Еленой показано, как она разрезает на две равные половинки апельсин.

## Награды и конкурсы
- BAFTA (1999) — номинирован как лучший фильм не на английском языке;
- British Independent Film Awards (1998) — номинирован как лучший иностранный фильм;
- European Film Awards (1998) — номинация как лучший фильм, а также номинация на звание лучшего актера Хавьер Бардем;
- Film Critics Circle of Australia Awards (1999) — номинирован как лучший иноязычный фильм;
- Fotogramas de Plata (1998) — победители в номинации лучшие киноактер Хавьер Бардем и киноактриса и Анхела Молина;
- Кинопремия Гойя (1998) — победитель в номинации лучшая мужская роль второго плана Хосе Санчо;
- Italian National Syndicate of Film Journalists — Франческа Нери выиграла серебряную ленту (Silver Ribbon) в номинации лучшая актриса, победа в номинации лучший режиссёр — Педро Альмодовар;
- Popcorn Film Festival (1998) — Audience Award to Pedro Almodóvar;
- Satellite Awards (1998) — Nominated to Golden Satellite Award as Best Motion Picture — Foreign Language;
- Spanish Actors Union (1998) — Пилар Бардем выиграла в номинации лучшая второстепенная роль, Пенелопа Крус номинирована в аналогичной номинации;
- São Paulo International Film Festival (1998) — второе место за лучший фильм.